# Підвисоке (Вінницький район)
Підвисо́ке — село в Україні, в Оратівській селищній громаді Вінницького району Вінницької області. Розташоване за 20 км на південний схід від смт Оратів. На околиці села знаходиться зупинний пункт Підвисоке. Населення становить 395 осіб (станом на 1 січня 2018 р.).

## Історія
Станом на 1885 рік у колишньому власницькому селі, центрі Підвисочанської волості Липовецького повіту Київської губернії, мешкало 1303 особи, налічувалось 207 дворових господарств, існували православна церква, школа, 2 постоялих будинки, кузня та 4 вітряних млини.
За переписом 1897 року кількість мешканців зросла до 1883 осіб (960 чоловічої статі та 923 — жіночої), з яких 1829 — православної віри.
12 червня 2020 року, відповідно розпорядження Кабінету Міністрів України № 707-р «Про визначення адміністративних центрів та затвердження територій територіальних громад Вінницької області», село увійшло до складу Оратівської селищної громади.
19 липня 2020 року, в результаті адміністративно-територіальної реформи та ліквідації Оратівського району, село увійшло до складу Вінницького району.

## Населення

### Мова
Розподіл населення за рідною мовою за даними перепису 2001 року:
| Мова       | Кількість | Відсоток |
| ---------- | --------- | -------- |
| українська | 554       | 98.05%   |
| російська  | 11        | 1.95%    |
| Усього     | 565       | 100%     |

## Галерея

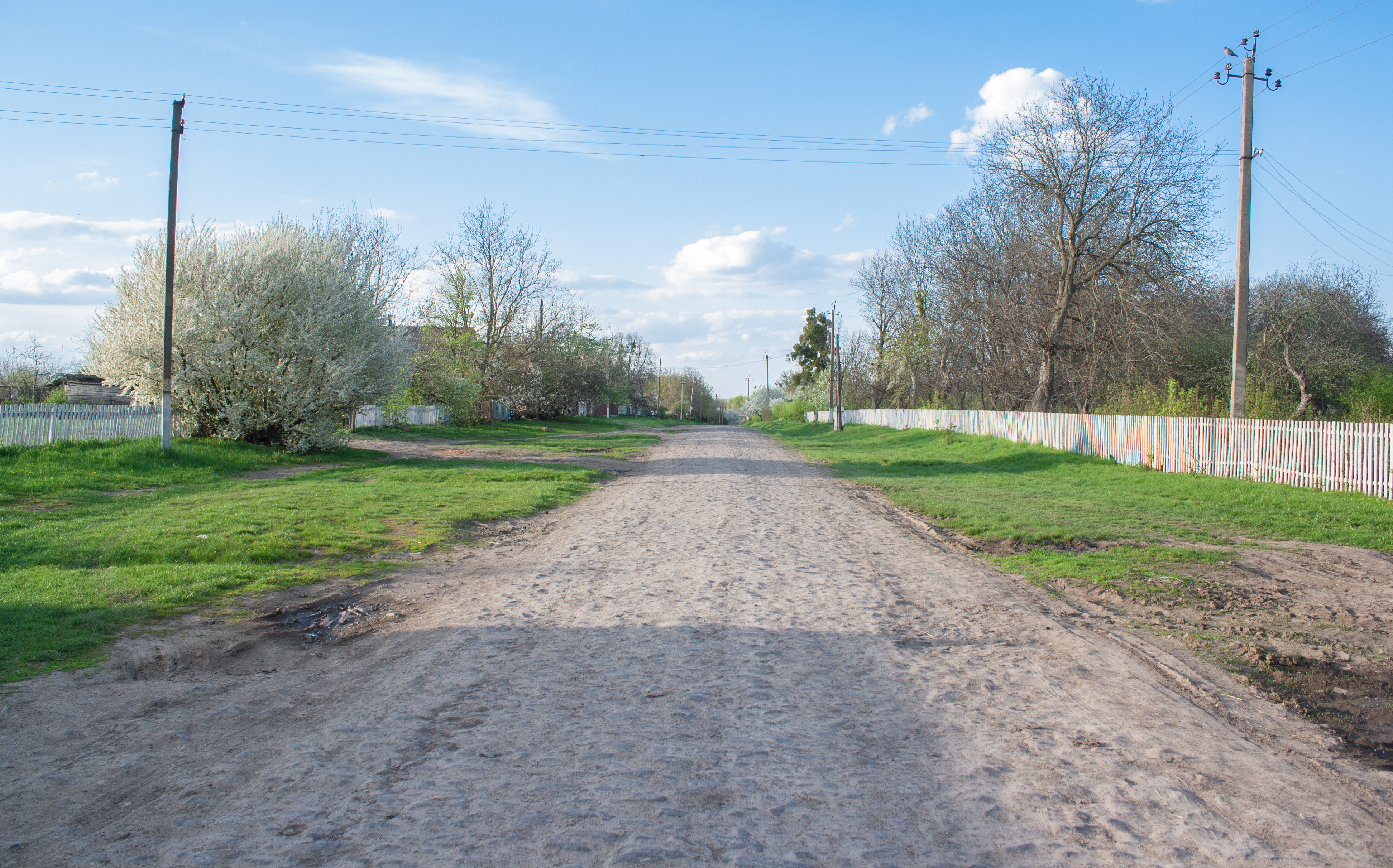
Головна вулиця
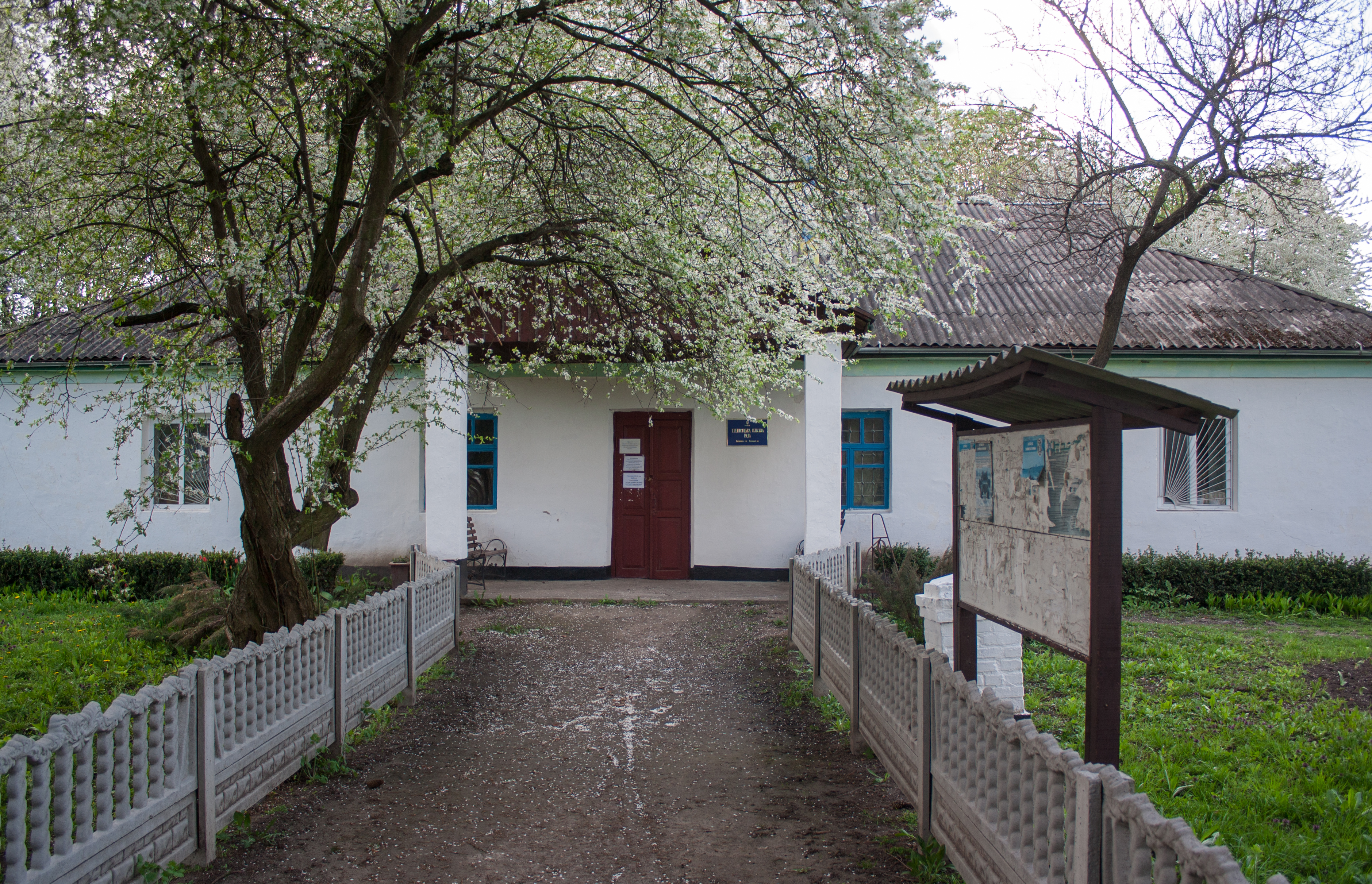
Сільрада
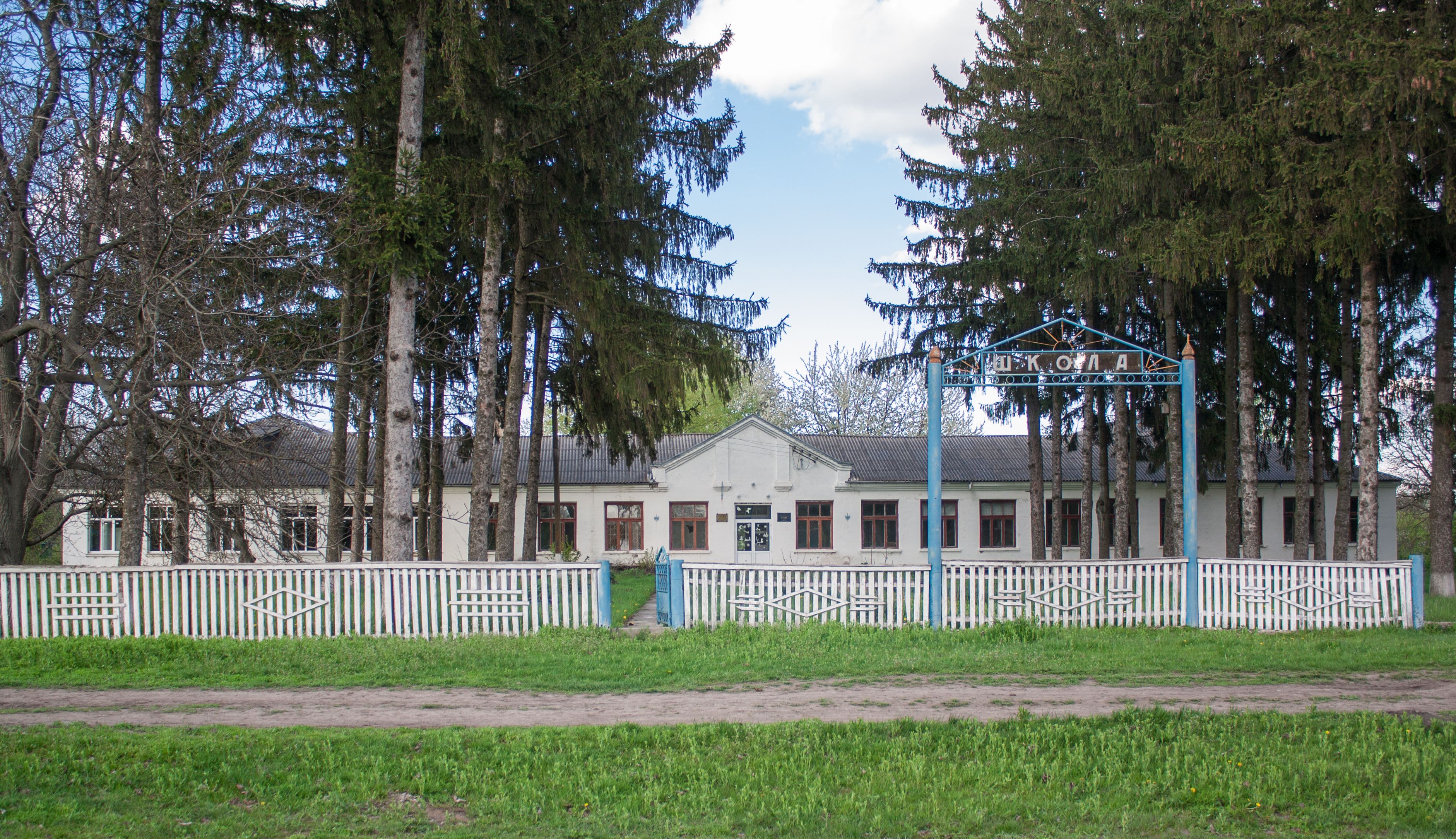
Школа
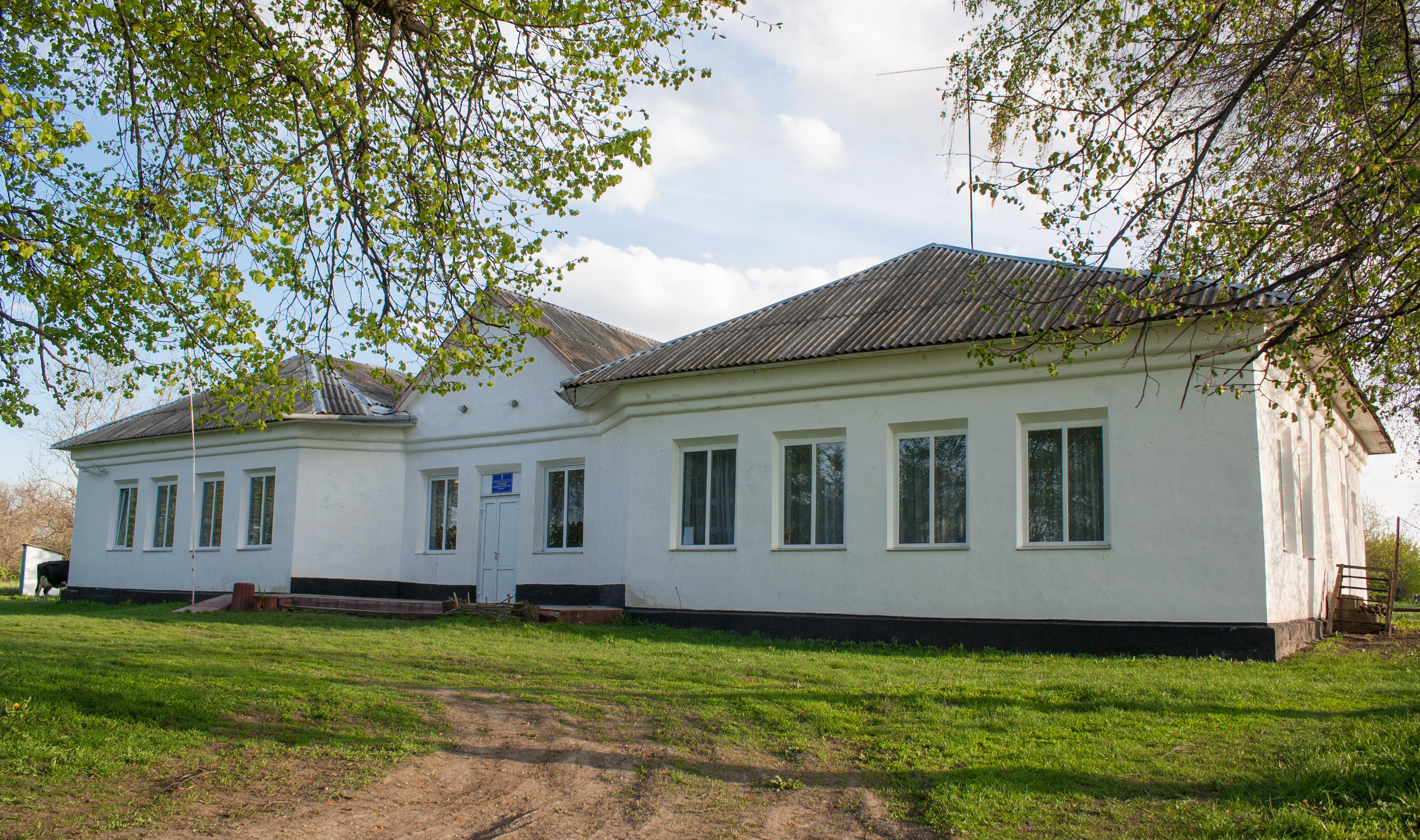
Будинок культури
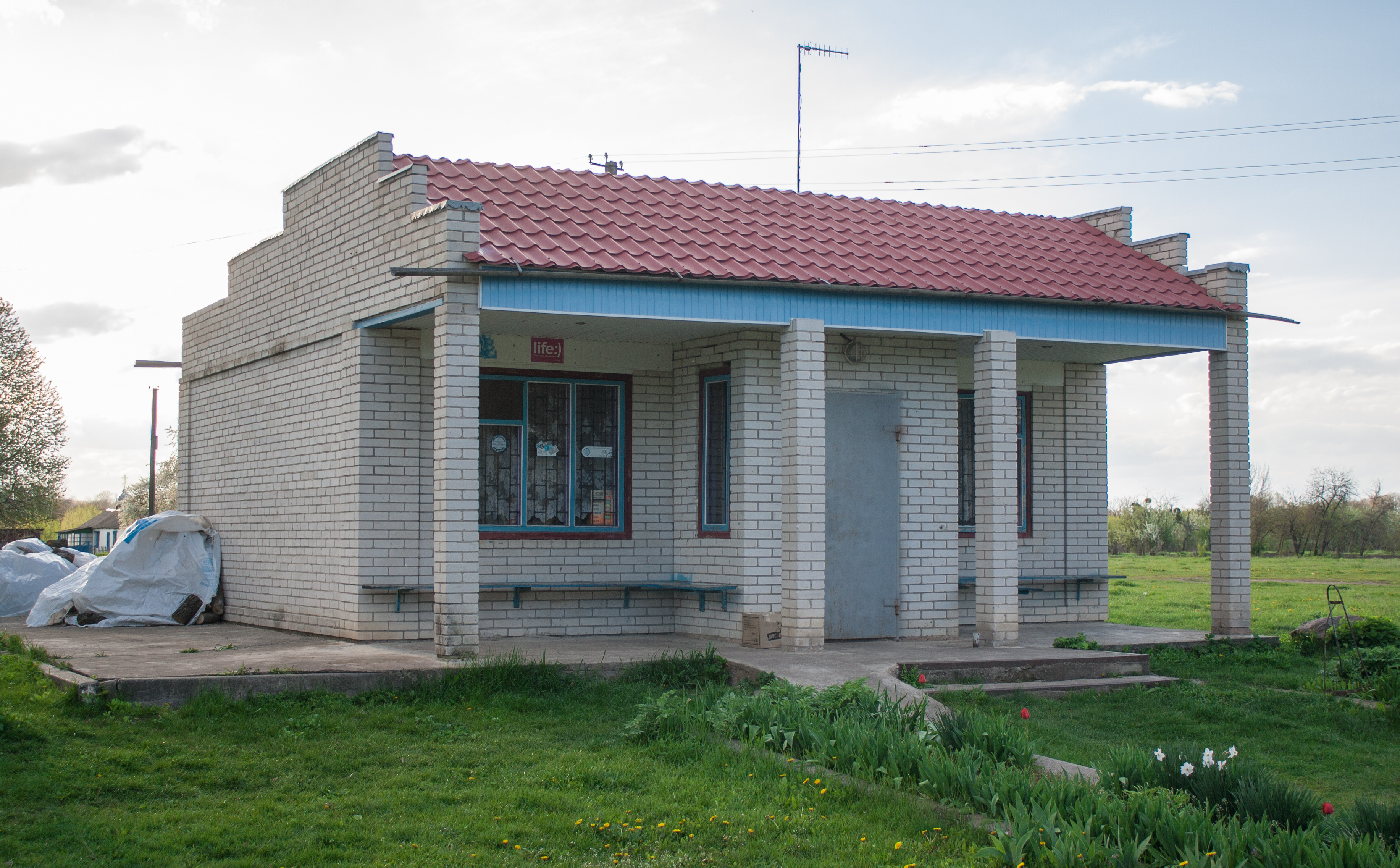
Магазин
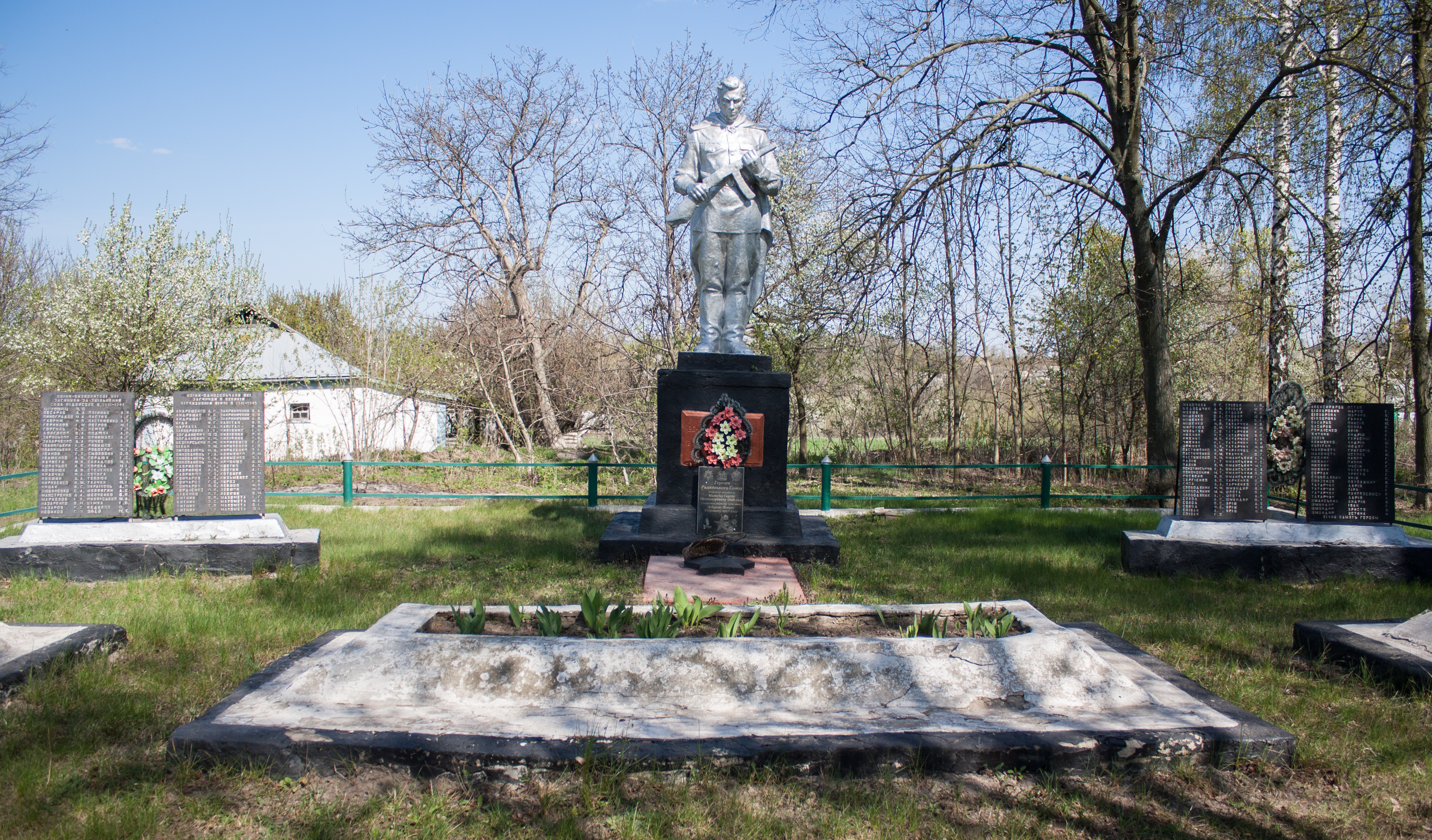
Братська могила радянських воїнів
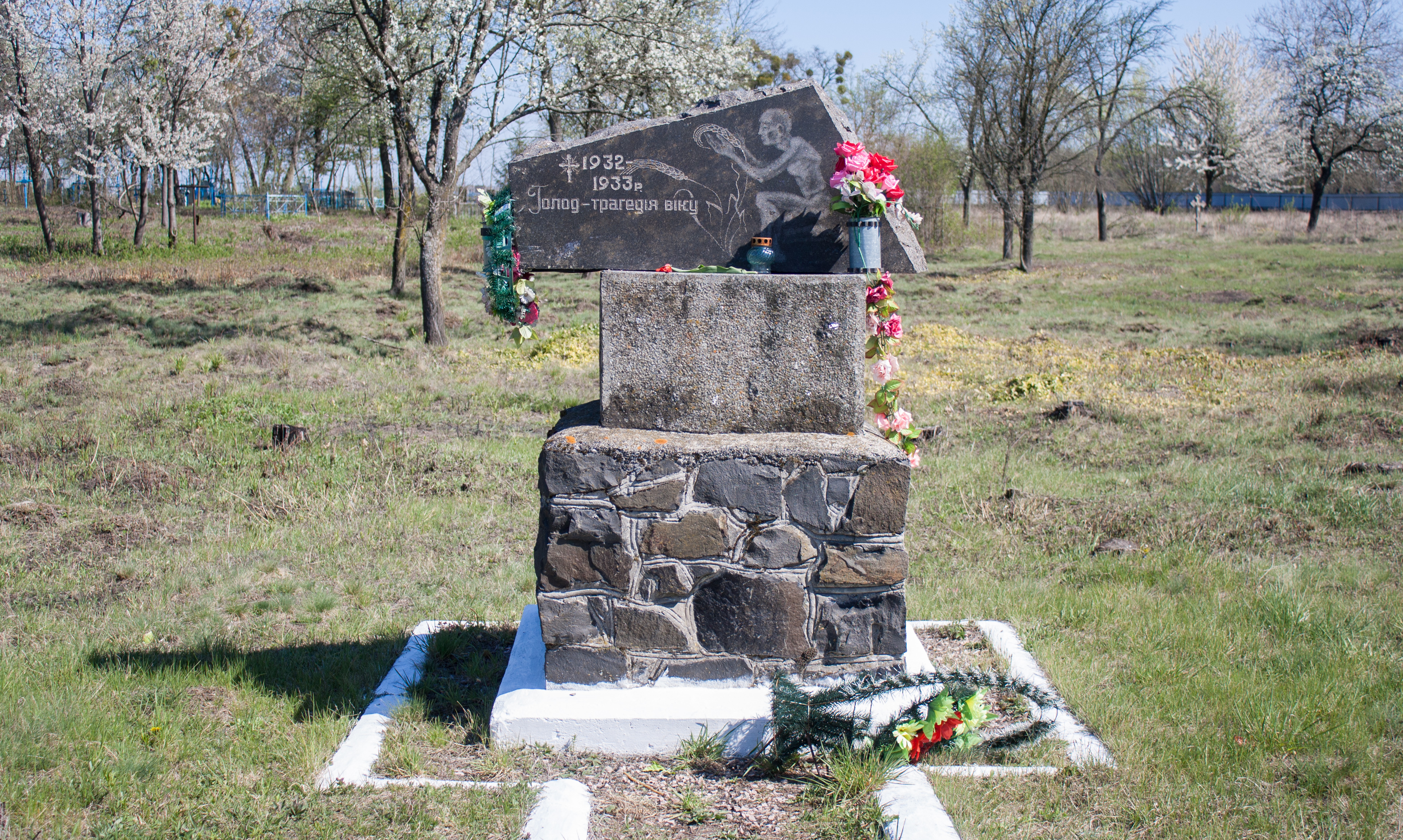
Пам'ятний знак жертвам Голодомору